# پیتر گریوز
پیتر گریوز (انگلیسی: Peter Graves؛ زاده ۱۸ مارس ۱۹۲۶ درگذشته ۱۴ مارس ۲۰۱۰) هنرپیشه و نظامی اهل آمریکا بود. وی بین سال‌های ۱۹۴۲ تا ۲۰۱۰ میلادی فعالیت می‌کرد.

## گزیدهٔ فیلمشناسی
از فیلم‌ها یا برنامه‌های تلویزیونی که وی در آن نقش داشته‌است می‌توان به آثار زیر اشاره کرد.

### سینمایی
- بازداشتگاه شماره ۱۷ (۱۹۵۳)
- شب شکارچی (۱۹۵۵)
- ویچیتا (۱۹۵۵)
- موشک سری (۱۹۷۸)
- هواپیما! (۱۹۸۰)
- خانه‌ای روی تپهٔ جن‌زده (۱۹۹۹)
- لونی تونز (۲۰۰۳)

### تلویزیونی
- مأموریت: غیرممکن (۱۹۷۳–۱۹۶۶)